# Renato Zaccarelli
Renato Zaccarelli (* 18. Januar 1951 in Ancona) ist ein ehemaliger italienischer Fußballspieler und -trainer.

## Karriere
Zaccarelli begann seine Karriere in der Jugendabteilung der AC Turin. 1968 wechselte er leihweise zu Catania Calcio, wo er zweimal eingesetzt wurde. Ein Jahr später kam er zurück nach Turin, kam dort in zwei Jahren aber nicht zum Einsatz. Danach versuchte er sich ein Jahr bei Novara Calcio und dann ein Jahr bei Hellas Verona, wo er den Klubverantwortlichen der AC Turin positiv auffiel und er im Jahr 1974 wieder zu seinem Stammverein zurückkehrte. In insgesamt 13 Jahren AC Turin gewann Zaccarelli 1975/76 unter Luigi Radice den italienischen Meistertitel. 1986 wurde er zu Italiens Fußballer des Jahres gewählt. Er beendete seine Karriere 1987.
International spielte der Mittelfeldspieler 25 Mal für Italien und erzielte dabei zwei Treffer. Er nahm an der Fußball-Weltmeisterschaft 1978 in Argentinien teil und wurde unter Enzo Bearzot mit der Squadra Azzurra Vierter. Zaccarelli wurde bei dieser WM fünfmal eingesetzt und erzielte beim 2:1-Sieg gegen Frankreich im ersten Gruppenspiel den Siegtreffer. Weiters nahm er an der Europameisterschaft 1980 im Heimatland teil, wo er wiederum den vierten Platz errang.

### Trainerkarriere
Nach seiner Spielerkarriere übernahm Zaccarelli die italienische U-21-Auswahl für einige Jahre. 2003 übernahm er den Trainerposten beim AC Turin und war Trainer des Vereins bis 2005. Danach wurde er Sportdirektor beim FC Bologna.

## Erfolge
- Italienischer Meister: 1975/76
- Italiens Fußballer des Jahres: 1986